# Anja Straub
Pour les articles homonymes, voir Straub.
Anja Straub, née le 26 février 1968 à Fribourg-en-Brisgau, est une escrimeuse suisse.
Aux premiers championnats du monde d'épée féminine, en 1989, elle remporte l'or en individuel et le bronze par équipes.

## Palmarès
- Championnats du monde d'escrime
  -  Médaille d'or en individuel aux championnats du monde 1989 à Denver
  -  Médaille de bronze par équipes aux championnats du monde 1989 à Denver